# Saint-Léger-de-Montbrillais
Saint-Léger-de-Montbrillais és un municipi francès situat al departament de la Viena i a la regió de la Nova Aquitània. L'any 2007 tenia 387 habitants.

## Demografia

### Població
El 2007 la població de fet de Saint-Léger-de-Montbrillais era de 387 persones. Hi havia 168 famílies de les quals 44 eren unipersonals (24 homes vivint sols i 20 dones vivint soles), 72 parelles sense fills, 44 parelles amb fills i 8 famílies monoparentals amb fills.
La població ha evolucionat segons el següent gràfic:
Habitants censats

### Habitatges
El 2007 hi havia 232 habitatges, 169 eren l'habitatge principal de la família, 29 eren segones residències i 35 estaven desocupats. 221 eren cases i 11 eren apartaments. Dels 169 habitatges principals, 140 estaven ocupats pels seus propietaris, 25 estaven llogats i ocupats pels llogaters i 4 estaven cedits a títol gratuït; 1 tenia una cambra, 8 en tenien dues, 26 en tenien tres, 56 en tenien quatre i 77 en tenien cinc o més. 113 habitatges disposaven pel capbaix d'una plaça de pàrquing. A 65 habitatges hi havia un automòbil i a 85 n'hi havia dos o més.

### Piràmide de població
La piràmide de població per edats i sexe el 2009 era:
| Homes | Edats   | Dones |
| ----- | ------- | ----- |
| 0     | 95 o +  | 0     |
| 0     | 90 a 94 | 0     |
| 12    | 85 a 89 | 0     |
| 0     | 80 a 84 | 4     |
| 12    | 75 a 79 | 20    |
| 8     | 70 a 74 | 16    |
| 16    | 65 a 69 | 12    |
| 8     | 60 a 64 | 12    |
| 8     | 55 a 59 | 4     |
| 24    | 50 a 54 | 16    |
| 4     | 45 a 49 | 16    |
| 8     | 40 a 44 | 12    |
| 12    | 35 a 39 | 4     |
| 20    | 30 a 34 | 20    |
| 20    | 25 a 29 | 8     |
| 16    | 20 a 24 | 12    |
| 8     | 15 a 19 | 8     |
| 8     | 10 a 14 | 8     |
| 12    | 5 a 9   | 8     |
| 8     | 0 a 4   | 16    |

## Economia
El 2007 la població en edat de treballar era de 227 persones, 175 eren actives i 52 eren inactives. De les 175 persones actives 158 estaven ocupades (86 homes i 72 dones) i 17 estaven aturades (6 homes i 11 dones). De les 52 persones inactives 24 estaven jubilades, 9 estaven estudiant i 19 estaven classificades com a «altres inactius».

### Ingressos
El 2009 a Saint-Léger-de-Montbrillais hi havia 175 unitats fiscals que integraven 379 persones, la mediana anual d'ingressos fiscals per persona era de 16.017 €.

### Activitats econòmiques
Dels 16 establiments que hi havia el 2007, 1 era d'una empresa alimentària, 4 d'empreses de construcció, 6 d'empreses de comerç i reparació d'automòbils, 1 d'una empresa de transport, 1 d'una empresa d'hostatgeria i restauració, 2 d'empreses de serveis i 1 d'una empresa classificada com a «altres activitats de serveis».
Dels 8 establiments de servei als particulars que hi havia el 2009, 1 era una oficina de correu, 1 taller de reparació d'automòbils i de material agrícola, 1 paleta, 1 fusteria, 1 lampisteria, 1 empresa de construcció, 1 perruqueria i 1 restaurant.
Dels 3 establiments comercials que hi havia el 2009, 1 era una fleca, 1 una carnisseria i 1 un drogueria.
L'any 2000 a Saint-Léger-de-Montbrillais hi havia 30 explotacions agrícoles que ocupaven un total de 1.258 hectàrees.

## Equipaments sanitaris i escolars
El 2009 hi havia una escola elemental.

## Poblacions més properes
El següent diagrama mostra les poblacions més properes.